# Humanistické gymnázium (Bardejov)
Humanistické gymnázium je původně renesanční budova bývalé městské humanistické školy, uzavírající severní okraj Radničního náměstí v Bardejově.
Rozvoj řemesel a zejména obchodu od druhé poloviny 14. století byl dobrou půdou pro vznik školy. První známá škola v Bardejově vznikla ještě před 15. stoletím, ale není známo kde stála a jak vypadala.

## Historie výstavby
Kolem roku 1538 byla vybudována při hradebním zdi nedaleko východní části farního Kostela sv. Jiljí, možná na místě původní farní církevní školy, nová budova městské školy. Svědčí o tom nápis erecta ANNO 1538 na čelní fasádě pod krovem, odkrytý při restaurování objektu. Další letopočty na objektu 1612 a 1841 dokumentují přístavby a přestavby objektu. Významné stavební úpravy si vyžádalo poškození objektu při požáru v roce 1878. V následujícím roce proběhla přestavba v duchu klasicistního stavebního slohu. Pravděpodobný vzhled objektu ze 17. století byl rekonstruován při úpravě na hudební školu v letech 1959 - 1960.
Původní renesanční charakter stavby byl pozměněn zejména empírovou úpravou vstupu s přístavbou na severní straně, které se zachovaly dodnes. Z původní malířské výzdoby se zachovaly pouze slabě rozeznatelné fragmenty na jihozápadní části objektu. Z období úprav kolem roku 1612 pocházejí některé ornamentální prvky a z konce 18. století obraz Panny Marie na jižním průčelí. Tašková sedlová střecha a vysoký zděný štít pocházejí z poslední úpravy objektu v polovině 20. století.

## Popis budovy
Dvoupodlažní stavba má třikrát zalomený nepravidelný půdorys. Na hladké fasádě průčelí v západní části odkryli nástěnné malby s nečitelnými nápisy, ve středním ústupku se zachovala renesanční římsa s nápisem ANNO DOMINI 1612, pod ním dva erby a půlkruhový ukončený vchod do budovy. Mezi dvěma okny v patře se nachází obraz Panny Marie, rekonstruovaný štít s dvěma okénky, nad nimi sluneční hodiny. Na východní fasádě je přistavěn sloup s římsovými hlavicemi, ve středu čtvercové fasády zrekonstruovaná kordonová římsa s malovaným sgrafitem. Přístavba je ze severní strany fasády řešena jako portikus.

## Význam a fungování školy
Bardejovská městská škola se od 15. století stala střediskem kulturního života v Bardejově a její význam daleko přerostl hranice města. Progresivní vyučovací metody i humanisticky vzdělaní učitelé přilákali v 16. století studenty z celého severovýchodního Uherska. Na divadelní scéně bardejovské školy hrávaly se vedle divadelních her s náboženskou tematikou i hry, ve kterých se řešily světské problémy. I hudební a literární život ve městě se soustřeďoval kolem školy, která dala základní vzdělání mnohým významným osobnostem. V jejich učebnách zaznívaly disputace na aktuální problémy doby, které byly odrazem vyspělého kulturního života renesančního Bardejova.
Bardejovská městská škola byla trojtřídní. V první třídě se učilo psaní a čtení i základy katechismu. Ve druhé třídě se vyučovala latinská gramatika a četli se klasičtí latinští dramatici. Ve třetím ročníku se studenti seznamovali s dialektikou a rétorikou a pravděpodobně se učili i klasickou řečtinu. Škola zanikla v roce 1775.
V městském archivu uchovávají listiny, které dokumentují vrchol slávy bardejovské školy zejména v 50. letech 16. století, a to pod vedením rektora, učeného humanisty a vzdělance Leonarda Stöckela.